# WIG 74

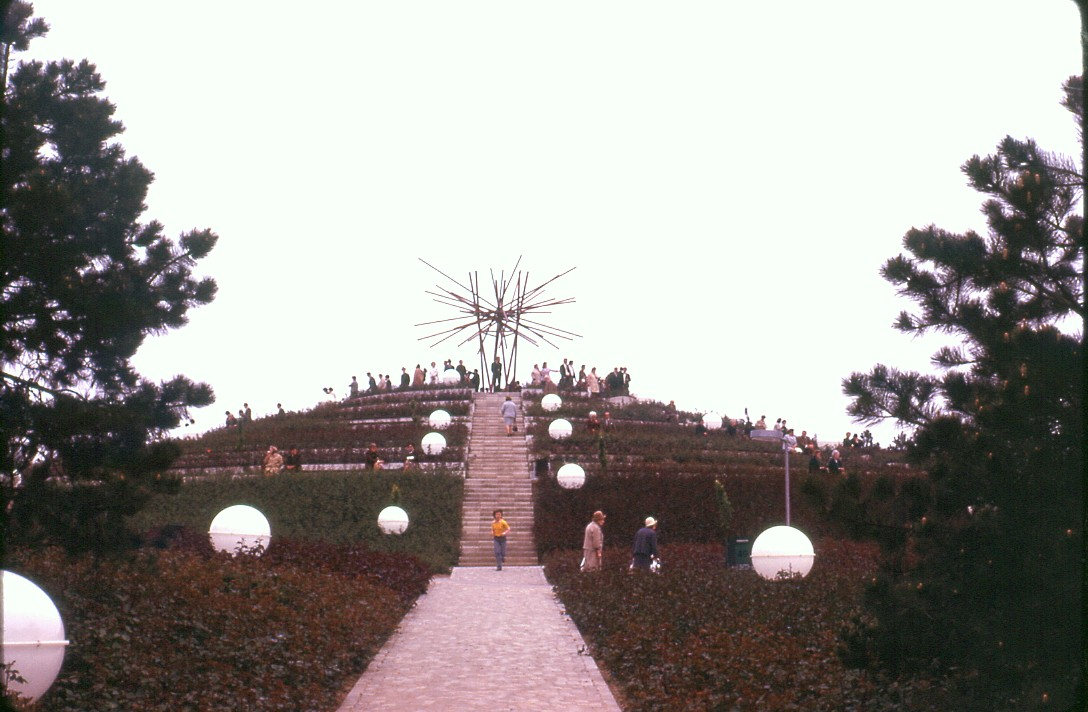
WIG 74 im Jahr der Eröffnung

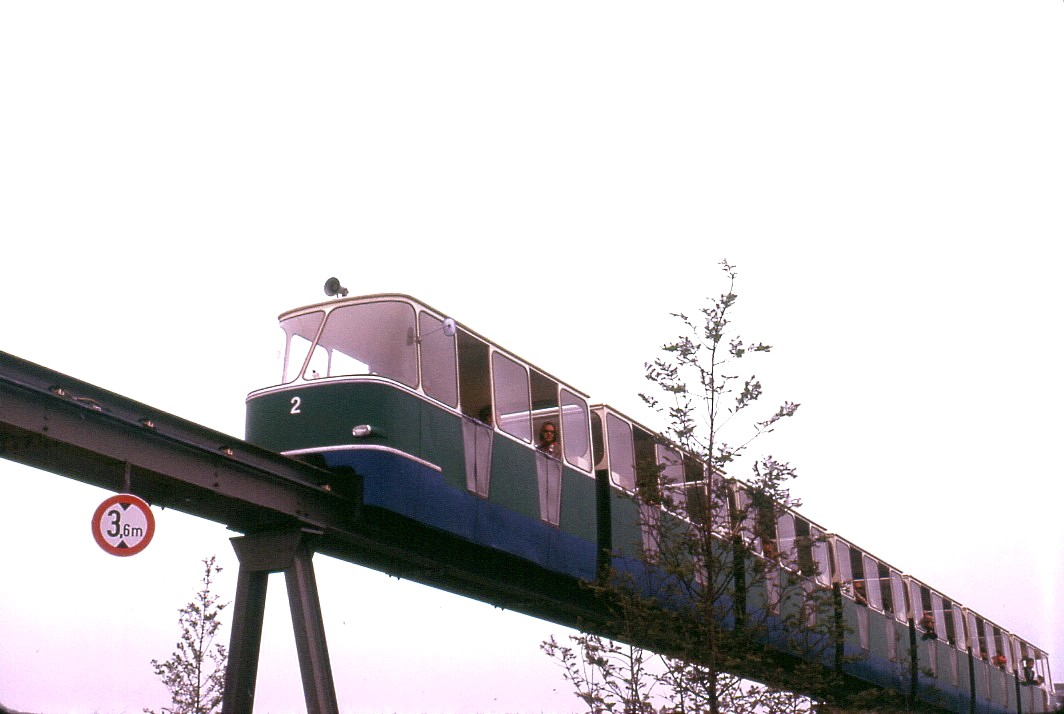
Einschienenbahn 1974

Die Wiener Internationale Gartenschau 1974, kurz WIG 74 war eine Gartenschau auf dem Gelände des heutigen Kurparks Oberlaa im 10. Wiener Gemeindebezirk Favoriten.

## Geschichte
Nach dem großen Erfolg mit der „Wiener Internationalen Gartenschau 1964“ (WIG 64) im Donaupark im 22. Wiener Gemeindebezirk, wollte der Wiener Gemeinderat eine neuerliche Durchführung einer internationalen Gartenschau in Wien. Das vernachlässigte ehemalige Ziegeleigelände am Südosthang des Laaer Bergs diente teilweise als Mistabladeplatz, zum Teil war es Naturschutzgebiet. Das Areal um den Filmteich hatte als Drehort von Monumentalfilmen der Stummfilmzeit gedient. Tausende Statisten wurden aus den dicht besiedelten Wohngebieten Favoritens und Simmerings angeworben. Der 1920/21 gedrehte dreistündige Film „Sodom und Gomorrha“ und der 1924 hier entstandene Film „Die Sklavenkönigin“ waren die opulentesten Produktionen. Diese Nutzung und auch die Ziegelproduktion endeten in den 1930er Jahren. Das Areal wurde zur Wildnis. Dies bot die Chance, hier eine neue Großgrünanlage zu errichten. Die Anlage wurde durch Zukauf von Gärtnereigelände und von Weingärten arrondiert. Sie bot sich als idealer Ort für das Projekt und die damit verbundene Errichtung eines Großparks an.
Das Projekt diente auch einer Erweiterung des Wiener Wald- und Wiesengürtels in Richtung Südosten und es wurde kombiniert mit dem Ausbau der Therme Wien. Bereits seit 1969 gab es bei den Oberlaaer Schwefelquellen einen Kurbetrieb. Einen international ausgeschriebenen Wettbewerb, an dem 87 Bewerber aus 19 Ländern teilgenommen hatten, konnte der Frankfurter Gartenarchitekt Erich Hanke 1969 für sich entscheiden. Es wurden aber in der Folge Arbeitsgemeinschaften von Landschaftsarchitekten aus verschiedenen Staaten gebildet. Bei der Planung und Umsetzung wurden die besten Entwürfe aller Projekte vereint. Charakteristisch ist die dem abschüssigen Terrain angepasste Wegführung.
Die „Wiener Internationale Gartenschau 1974“ (WIG 74) wurde am 18. April 1974 eröffnet und schloss am 14. Oktober 1974 ihre Tore. Sie war mit 2,6 Millionen Besuchern ebenso wie ihre Vorgängerin im Donaupark ein beachtlicher Publikumserfolg. Das Presseecho war zum Teil allerdings äußerst kritisch. Der bekannte Bildhauer Fritz Wotruba stellte die aufwändige Gestaltung eines Grünraums in städtischer Randlage grundsätzlich in Frage. Die Gartenschau konnte nur durch großzügige Verbilligungsaktionen ihre Besucherzahl von 2,6 Millionen erreichen (anvisiert waren 3 Millionen). Bekannte Architekten wie Gustav Peichl und Roland Rainer hätten eine Durchgrünung der Innenstadt vorgezogen und kritisierten die 600 Millionen Schilling an Steuergeldern, die die Schau gekostet hatte, Rainer vermisste eine simple Fußballwiese.
Führende Politiker widersprachen dieser Kritik: Bürgermeister Leopold Gratz vermerkte in seiner Eröffnungsrede, man werde nicht zulassen, dass im Stadtzentrum die Gärten wären und an der Peripherie nur die Mülldeponien, und Bundeskanzler Bruno Kreisky nannte die Anlage ein „Schönbrunn des 20. Jahrhunderts“.
Die „bewusst modern“ gestalteten Teile des Parks veralteten in der Folge am schnellsten. Eine im Park verkehrende Einschienenbahn erwies sich als Fehlinvestition und musste nach einigen Jahren abgebaut werden, ein daran anschließender Vergnügungspark zeigte sich von Anfang an defizitär. Auch die übrige Parkmöblierung erwies sich, wie auch im Fall des Donauparks, als nur begrenzt überlebensfähig. Ende 1974 wurde das Areal der Gartenschau schließlich in eine öffentliche Parkanlage umgewandelt, die breiten Zuspruch erhält. Weitere internationale Gartenschauen wurden allerdings von Wien nicht ausgerichtet, und der Trend der Folgejahre ging eher weg vom pflege- (und kosten-) intensiven Schaugrün zur naturnahen Gestaltung, wie im Bereich Erholungsgebiet Wienerberg.